# Realizam u hrvatskoj književnosti i umjetnosti
Realizam u hrvatskoj književnosti i umjetnosti se javlja u razdoblju od početka osamdesetih godina 19. stoljeća do sredine devedesetih godina 19. stoljeća. Iako kratkog trajanja, ovaj pravac je stvorio neke od najznačajnijih i najutjecajnijih hrvatskih umjentika. U ostatku Europe, gdje realizam započinje tridesetih godina 19. stoljeća, u Hrvatskoj se javlja kada je u ostatku Europe već bio na zalazu. 
Povjesničari književnosti razilaze se u tumačenju okvirnih godina trajanja hrvatskog realizma: jedni smatraju kako je 1880. početna godina realizma (tada se javlja nekoliko književnika novog književnog naraštaja), a drugi da je to 1881., godina Šenoine smrti. Završnom godinom jedni smatraju 1895., godinu spaljivanja mađarske zastave na Jelačićevom trgu u Zagrebu, a drugi 1892., godinu objavljivanja Matoševe pripovijetke Moć savjesti - prve modernističke pripovijetke hrvatske književnosti.

## Književnost
Hrvatski realizam nastao je kao rezultat specifične povijesne situacije i društvenih procesa unutar Hrvatske države. Razdoblje je obilježeno vladavinom Károlyja Khuena-Héderváryja. U to vrijeme dolazi do propadanja zadruga (seljacima ostaje vrlo malo zemlje koja je nedovoljna za preživljavanje) pa ti seljaci često sele u gradove. Također dolazi i do propadanja plemstva i seoska djeca se šalju u grad na školovanje, ponajviše zbog uzdizanja na društvenoj ljestvici. Glavni zagovornik realizma bio je Janko Ibler, po kojemu književnost treba biti tendenciozna i realistična. Zalaže se za načelo vjerojatnosti i psihološku analizu te smatra neprimjerenim romantičarske elemente.
Specifičnost hrvatskog realizma je supostojanje različitih stilskih obilježja: romantizma, realizma, naturalizma, a u posljednjem desetljeću i modernizma. Tadašnje društvene promjene su se odrazile i u književnim djelima. Književnici pišu romane i pripovijetke sa socijalnom tematikom jer se zalažu za književnost koja će kritički progovoriti o hrvatskoj stvarnosti. Roman je u razdoblju hrvatskog realizma dominantna književna vrsta. Zlatno doba hrvatskog romana je između 1880. i 1900. godine, kada većina hrvatskih realističkih pisaca objavljuje svoje romane. Većina romana u tom razdoblju izlazi u nastavcima u časopisima, među kojima se ističu "Vijenac" i "Obzor" te pravaški časopisi "Sloboda", "Hrvatska vila" i "Balkan"
Najčešće teme hrvatskog realizma su: školovanje nadarene seoske djece u gradu i njihova tragična sudbina, suprotnost selo-grad, slom tradicionalnih moralnih vrijednosti uzrokovan pojavom novih društvenih odnosa, propadanje plemstva i nacionalno pitanje (odnos domaće stanovništvo-stranci).
Hrvatski realizam se može podijeliti na dva podrazdoblja:
- Kritički realizam

Javlja se osamdesetih godina 19. stoljeća. Pomoću njega se kritiziraju društvene pojave kroz romane i novele. U to vrijeme javlja se i regionalizam, kod kojega pojedini književnici opisuju hrvatske krajeve. Tako Hrvatsko zagorje opisuju Ante Kovačić (U registraturi) i Ksaver Šandor Gjalski (Pod starim krovovima), Liku Josip Draženović i Jure Turić, Slavoniju Josip Kozarac (Tena) te Istru i primorje Eugen Kumičić (Začuđeni svatovi) i Vjenceslav Novak (Posljednji Stipančići).
- Poetski/psihološki realizam

Javlja se devedesetih godina 19. stoljeća. U tom se razdoblju književnici bave psihologizacijom likova, a prevladava novela sa psihološkim karakterom. Najpoznatiji su predstavnici Ksaver Šandor Gjalski (Janko Borislavić), Josip Kozarac (Mira Kodolićeva) i Janko Leskovar s djelom Misao na vječnost, pripovijetkom na razmeđi realizma i modernizma.

### Književnici
- Silvije Strahimir Kranjčević (Senj, 17. veljače 1865. - Sarajevo, 29. listopada 1908.)

Bugarkinje, Izabrane pjesme, Trzaji i Pjesme.
- Ante Kovačić (Oplaznik u Mariji Gorici, 6. lipnja 1854. – Glina/Zagreb, 10. prosinca 1889.)

U registraturi, Među žabarima, Fiškal i Iz Bombaja.
- Vjenceslav Novak (Senj, 11. rujna 1859. – Zagreb, 20. rujna 1905.)

Nezasitnost i bijeda, U glib, Iz velegradskog podzemlja, Posljednji Stipančići i Tito Dorčić.
- Ksaver Šandor Gjalski (Gredice, Zabok, 26. listopada 1854. - Gredice, Zabok, 9. veljače 1935.)

Osvit, Za materinsku riječ, Dolazak Hrvata, U novom dvoru, Na rođenoj grudi, Pod starim krovovima i Diljem doma.
- Josip Kozarac (Vinkovci, 18. ožujka 1858. - Koprivnica, 21. kolovoza 1906.)

Mrtvi kapitali, Živi kapitali, Slavonska šuma, Tri ljubavi, Oprava i Tena.
- Eugen Kumičić (Brseč, 11. siječnja 1850. – Zagreb, 13. svibnja 1904.)

Urota zrinsko-frankopanska, Kraljica Lepa, Pobijeljeni grobovi, Začuđeni svatovi, Petar Zrinski i Poslovi.

## Likovna i glazbena umjetnost
Pojava realizma u europskoj umjetnosti najviše je odjeka imala u hrvatskoj književnosti, a hrvatska likovna i glazbena umjetnost sve do kraja 19. pa čak i u prvim desetljećima 20. stoljeća nose snažna obilježja romantičarske nacionalno-domoljubne tematske i stilske usmjerenosti.
Najistaknutiji predstavnici takvog slikarstva su Vjekoslav Karas, Ferdo Quiqerez, Nikola Mašić i kipar Ivan Rendić. Potkraj 19. stoljeća u Zagreb dolazi slikar Vlaho Bukovac, donosi nove ideje i intenzivira likovni život, osniva Društvo hrvatskih umjetnika, afirmira hrvatsku umjetnost u europskim razmjerima (Zagrebačka šarena škola) i time najavljuje dolazak novog perioda u hrvatskoj likovnoj umjetnosti.
U hrvatskoj glazbenoj umjetnosti tijekom 19. stoljeća prijelomne trenutke predstavljaju smrt Vatroslava Lisinskog (1854.) i dolazak Ivana Zajca u Zagreb (1870.); prvi predstavlja simobličan kraj ilirizma, a drugi snažan uzlet hrvatske nacionalne opere, s jasnim utjecajima romatičarskih domoljubnih ideja i talijanske romantične opere.
Uz Zajca, hrvatskog Verdija, značajna je pojava Franje Ksavera Kuhača, prvog hrvatskog profesionalnog glazbenog pisca, muzikologa i etnomuziokologa. U ovome razdoblju značajna je i zanimljiva pojava Vjenceslava Novaka, uglednog hrvatskog književnika realizma, čiji je znanstveni rad s područja glazbene estetike i objavljivanje brojnih instruktivnih priručnika i prve nacionalne Povijesti glazbe, značajan doprinos razvoju hrvatske glazbe.
Potkraj stoljeća, oko 1900. godine javlja se "prijelazna generacija" glazbenika u kojoj se ističu Vjekoslav Rosenberg-Ružić, Blagoje Bersa, Franjo Dugan, Josip Hatze i Dora Pejačević. Njihova je pojava put k novim dostignućima i novome stilskom periodu hrvatske glazbe.